# Norman Borrett
Norman Borrett   (Wanstead, 1 d'octubre de 1917 - Colchester, 10 de desembre de 2004) va ser un jugador d'hoquei sobre herba, de criquet i esquaix anglès que va competir durant les dècades de 1930 i 1940.
El 1948 va prendre part en els Jocs Olímpics de Londres, on va guanyar la medalla de plata com a membre de l'equip britànic en la competició d'hoquei sobre herba.